# Anillo Turístico Las Hinojosa
El Anillo Turístico Las Hinojosa es un proyecto turístico y vial creado en la provincia del Centro del departamento de Boyacá, Colombia, con el fin de promover el turismo en Tunja y su área metropolitana, conformada por los municipios vecinos Soracá, Siachoque, Toca, Tuta, Cómbita, Oicatá y Chivatá 
Lleva el nombre de Inés de Hinojosa, una bella venezolana de carácter fuerte y dominante que vivía con su sobrina Juana, una joven que se convirtió en su dama de compañía, por lo que la gente terminó llamándolas las Hinojosa. Las Hinojosa fueron personajes reconocidos de la sociedad tunjana en la época de la Colonia, mujeres distinguidas, libertinas e influyentes. Sobre su vida, el escritor tunjano Próspero Padilla escribió Los pecados de Inés de Hinojosa, novela que fue llevada a la televisión. Con el fin de promover esta historia, el proyecto vio la luz en 2005.
El recorrido turístico comienza en el Puente de Boyacá, continúa en Tunja, la capital del departamento, para luego recorrer siete kilómetros y llegar a Soracá, un municipio que cuenta con atractivos naturales como la plazuela y los Tejos del Diablo, las canoas y la cueva de los Solteros. Unos 14 kilómetros más adelante, el recorrido llega a Siachoque, un buen lugar para el camping, la pesca deportiva y el ciclomontañismo. El camino continúa en Toca, a 31 kilómetros de Tunja, localidad que tiene atractivos naturales como el Pueblo de Piedra, la quebrada y el chorro de la Vieja, el páramo de Cortadera y Cenital, y la laguna de la Copa. El recorrido llega a Tuta, donde se puede disfrutar el sabor de las fresas y conocer la cueva del Diablo, el alto de Bolívar, el monte Miedoso, la piedra del cacique Tutasua y el cerro Ginua. La vía pasa ahora por los senderos ecoturísticos de Cómbita, a 10 kilómetros de Tunja, donde se puede disfrutar de una caminata mientras se conoce la cueva del Chulo, las cascadas de Tilín y la Chorrea y el páramo de la Peña con la laguna Colorada. El camino llega ahora a la tranquilidad de Oicatá, donde están el alto del Zorro, la laguna Verde, la quebrada de Pionono, la quebrada de las Pilas y la fuente. Para terminar el anillo, a cinco kilómetros de Tunja, se llega a Chivatá, una localidad más fría y alta que las anteriores cuyos principales atractivos son la casa y el monumento a las Hinojosa, el pozo de la Vieja, la cueva del Diablo, recorrer el paso del Libertador para luego reposar nuevamente en Tunja. En todos los municipios se encuentran alojamientos rurales del programa Aposentos boyacenses.